# Дигуэн
Дигуэн (фр. Digoin) — город во Франции.

## География

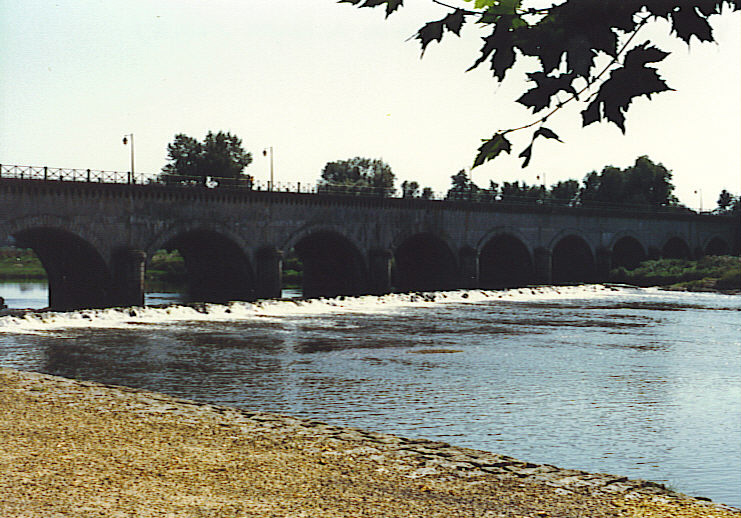
Мост в Дигуэне через Луару

Город Дигуэн расположен на западе департамента Сона и Луара, в западной части региона Бургундия, на её границе с Овернью. Площадь городка составляет 34,72 км². Численность населения — 8.527 человек (на 2006 год). Плотность населения — 246 чел./км².
Дигуэн лежит на правом берегу Луары, в месте впадения в неё реки Арру. Здесь же соединяются 3 важных судоходных канала — Боковой канал Луары (Canal lateral a la Loire), канал Рона-Дигуэн и Центральный канал.

## История
Местность вокруг Дигуэна была обжита человеком ещё во времена верхнего палеолита, о чём говорят находки каменных орудий той эпохи. В древности здесь находилось галло-римское поселение под названием Денегонтий (Denegontium). В Средневековье Дигуэн развивается как торговый центр и речной порт; отсюда вывозятся вина, лес и строительные материалы. В настоящее время городок известен своей посудой и фаянсовыми изделиями. В Дигуэне открыт музей керамики.

## Города-побратимы
- Герольштайн (Германия)